# Lavazè-hágó
A Lavazè-hágó vagy Lavazè-nyereg (németül: Lavazèjoch vagy Zanggenjoch, olaszul: Passo di Lavazè), egy 1808 méter magasan fekvő hegyi hágó a Dolomitokban, Trentino megyében, a dél-tiroli Eggen-völgyben fekvő Obereggen község és a Fiemme-völgyi Pampeago-hágó és a Latemar Síközpont között, Dél-Tirol (Bolzano megye) határától kb. 800 méterre délre. Közigazgatásilag a Fiemme-völgyi Varena községhez tartozik.

## Fekvése, közlekedése
A SP620-as számú, észak-déli irányú hágóút a dél-tiroli Ponte Nova kisközségnél (Welschnofentől nyugatra) ágazik ki az Eggen-völgyi SS241. sz. főútból, mely az Etsch (Isarco) folyó völgyéből indul, és a Karer-hágón át Vigo di Fassa községbe, a Fassa-völgybe vezet. Az SP620-as út Obereggentől nyugatra halad el, meredek szerpentinen felkapaszkodik a hágóra. Miután átlépte a Dél-Tirol (ma Bolzano megye) határát és a Lavazè-hágótetőt, dél felé ereszkedve nyugatról megkerüli a pampeagói Latemar Síközpont közepén emelkedő meredek Pala di Santa hegytömb nyugati falát, és belép a Fiemme-völgybe. Két ágra szakad: a nyugati ág, maga az SP620-as út Varena községen át Cavalese községbe és síközpontba, a nyugati ág SP215. számmal a Cavalesével szomszédos Tesero községbe vezet. Mindkét út (a leírt községek területén) az SS48. sz. Fiemme-völgyi főútvonalba torkollik.
Az SP620-as út legnagyobb emelkedése 11%, a Cavalese felől felvezető déli rámpán.

## Turizmus, sport
A hágó felszíni jellege inkább széles, lapos nyereg, fennsík, mint klasszikus hegyi hágó. Emiatt igen kedvelt sífutó terep.
A hágótetőről elágazik egy nyugati irányú, szűk, de aszfaltozott mellékút. Az elején rögtön van egy kisebb sílift (Malga Varena). Az út innen tovább emelkedik az 5 km-re fekvő, 1989 m magas Jochgrimm hágóra (Passo di Oclini), a Weißhorn (Corno Bianco, 2317 m) és a Schwarzhorn (Corno Nero, 2439 m) hegycsúcsok között. Itt áll a Schwarzhorn (Corno Nero) Hotel, amely körül több lesiklópálya is üzemel.